# キエンハイ県
キエンハイ県（キエンハイけん、ベトナム語：Huyện Kiên Hải / 縣堅海?）は、ベトナム社会主義共和国キエンザン省の県。面積は30km²、人口は25,000人（2018年）である。

## 行政区画
以下の4社から構成される。
- アンソン社（An Sơn / 安山）
- ホンチェー社（Hòn Tre / 塊椥）
- ライソン社（Lại Sơn / 賴山）
- ナムズー社（Nam Du / 南游）